# Oxyna palpalis
Oxyna palpalis är en tvåvingeart som först beskrevs av Daniel William Coquillett 1904.  Oxyna palpalis ingår i släktet Oxyna och familjen borrflugor. Inga underarter finns listade i Catalogue of Life.